# 柳父圀近
柳父 圀近（やぎゅう くにちか、1946年1月19日 - 2025年2月18日）は、日本の政治思想史研究者。東北大学名誉教授。　

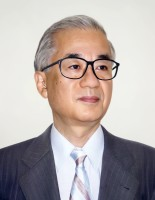

## 経歴
1946年神奈川県生まれ。1976年一橋大学大学院社会学研究科博士課程修了。青山学院女子短期大学助教授を経て、1987年東北大学法学部助教授、1988年教授。1997年東北大学法学部長・同法学研究科長。2010年定年退職、東北大学教養教育院特命教授。東北大学名誉教授。

## 研究
ウェ－バ－、トレルチなどを中心に、西洋政治思想における政治と宗教の関係を研究した。また内村鑑三などの日本プロテスタンティズムの政治思想も研究した。博士（法学）（東北大学）。　

## 著作

### 単著
- 『ウェーバーとトレルチ—―支配と宗教をめぐる試論』みすず書房、1983年
- 『エートスとクラトス―—政治思想史における宗教の問題』創文社、1992年
- 『政治と宗教―ウェーバー研究の視座から』創文社、2010年
- 『日本的プロテスタンティズムの政治思想―—無教会における国家と宗教』新教出版社、2016年

### 共編
- 『ナチ・ドイツの政治思想』（宮田光雄・柳父圀近編）創文社、2002年

### 共著
- 『ワイマル共和国の政治思想』創文社、1988年
- 『マックス・ウェーバーと日本』みすず書房、1989年
- Max Weber und das moderne Japan. Vandenhoek, 2002年
- Erinnerungskulturen; Deutchland, Italien, und Japan zeit 1945. Fischer. 2003
- 『日本におけるカール・バルト』新教出版社、2009年
- Living for Jesus and Japan; The social and theological thought of Kanzo Uchimura. Eerdmans. 2013
- 『現人神から大衆天皇制へ』刀水書房、2017年
- 『大塚久雄から資本主義と共同体を見る』日本経済評論社、2018年　など。

### 翻訳
- R.ベンディクス／G.ロート『学問と党派性―マックス・ウェーバー論考』みすず書房、1975年
- ホブズボーム『資本の時代』共訳　みすず書房、1981年
- S.N.アイゼンシュタット『文明形成の比較社会学』共訳　未来社、1991年
- W.モムゼン／W.シュベントカー『マックス・ウェーバーとその同時代人群像』共訳　ミネルヴァ書房、1994年　など。